# Letteratura cilena
La letteratura cilena è la letteratura del Cile, prevalentemente scritta in spagnolo è parte della letteratura ispanoamericana che a sua volta è compresa nella letteratura latinoamericana.

## Letteratura pre-coloniale e coloniale
La letteratura in lingua aracuana è fondamentalmente orale, perché gli araucani non conoscevano la scrittura. Era composta essenzialmente da inni funebri. L'unico altro genere letterario conosciuto era l'oratoria che veniva usata in caso di guerra per incitare al combattimento. 
A causa di ciò, la letteratura cilena vera e propria ebbe origine durante le conquiste spagnole del XVI secolo. Il conquistador Pedro de Valdivia scrisse lettere al re Carlo V; in una di queste, datata 1554, egli descrisse le bellezze naturali e i paesaggi del luogo. Assieme ai conquistatori vennero anche i missionari, che oltre a diffondere il Cristianesimo tra i nativi, insegnarono anche la loro lingua, la loro scrittura e i loro usi. I temi principali affrontati dalla letteratura cilena in quel periodo si focalizzarono principalmente sulla guerra di Arauco. Nella maggior parte dei casi si trattava di rescoconti storici delle battaglie da parte dei soldati spagnoli, ma ci fu una significativa eccezione, costituita dal poema La Araucana, scritto da Alonso de Ercilla e pubblicato in Spagna nel 1569. In seguito Pedro de Oña, il primo poeta nato in Cile, pubblicò nel 1596 un'imitazione di quel poema, intitolato El Arauco domado.
Nei secoli XVII e XVIII prevalsero invece le opere storiche, tra cui Historia del Reino de Chile di Alonso de Góngora Marmolejo, Histórica relación del Reino de Chile di Alonso de Ovalle e Cautiverio feliz di Francisco Núñez de Pineda y Bascuñán. Questo periodo vide anche il sorgere di scrittori scientifici come Juan Ignacio Molina (autore di Ensayo sobre la Historia Natural de Chile) e la pubblicazione del poema storico-epico El Purén indómito, scritto da Fernando Álvarez de Toledo.
Durante il periodo coloniale e fino al XIX secolo emersero le opere letterarie scritte da suore cilene, ovvero lettere spirituali, diari, autobiografie ed epistolari; tra le autrici principali si ricordano Tadea de San Joaquín, Úrsula Suárez e Josefa de los Dolores Peña y Lillo Barbosa, le cui opere divennero le più note di questo filone letterario nella regione sudamericana.

## Poesia
I due grandi poeti della letteratura ispano-americana che appaiono in Cile nel momento in cui tramonta il creazionismo di Vicente Huidobro (1893 – 1948), sono Gabriela Mistral (1889 – 1957) e Pablo Neruda (1904 – 1973). Entrambi hanno ricevuto il Premio Nobel per la letteratura: Mistral nel 1945 e Neruda nel 1971. L'opera poetica di Gabriela Mistral, Desolazione (Desolación), (1922), Tenerezza (Ternura), (1925) e Lagar (1954) è caratterizzata da un forte lirismo e da un senso di amore per il Cile. Pablo Neruda è uno dei grandi poeti del XX secolo. La sua opera è influenzata da numerose tendenze e presenta una ricchissima gamma di matrici, dal lirico all'epico. Al neoromanticismo iniziale di Crepuscolario (Crepusculario), (1920 – 23) e Venti poemi d'amore e una canzone disperata (Veinte poemas de amor y una canción desesperada), (1923-24) segue un periodo espressionista e surrealista con Dimora nella terra (Residencia en la tierra), (1925-35) poi superato da una fase epica con España en el corazón (Spagna nel cuore, 1937) e Canto generale (Canto general), (1950). L'opera di Neruda culmina nei cinque volumi del Memoriale di Isla Negra (Memorial de Isla Negra), (1964). 
Molto apprezzata in Cile è l'opera di Pablo de Rokha (1894 - 1968), poeta e intellettuale militante, noto anche per la sua lunga polemica con Neruda e vincitore del Premio Nazionale di Poesia nel 1965.
Alla fine degli anni novanta del Novecento è stata riscoperta la poetessa e scrittrice cilena Teresa Wilms Montt (1893-1921), autrice tra il 1917 e 1918 di quattro opere di prosa poetica, Inquietudes sentimentales, Los tres cantos, En la quietud del marmol, Anuarí, scritte a Buenos Aires e Madrid, in cui l'intimismo di ispirazione romantica e decadente si esprime attraverso la fusione di toni mistico devozionali, erotici, macabri.
Un esponente fondamentale della poesia cilena, meno noto internazionalmente, è Nicanor Parra (1914 - 2018) con le sue raccolte Poemas y antipoemas (Poemi e antipoemi, 1954) e Versos de salón (Versi del salone, 1962).

## Narrativa
La narrativa cilena moderna nasce con i romanzi naturalisti di Eduardo Barrios (1882 – 1963) e di Joaquín Edwards Bello (1886 – 1968). La linea realista prosegue nell'opera di Manuel Rojas (1896 – 1973) la cui attenzione al sociale influenza anche Fernando Alegría (1918). Carlos Droguett unisce al realismo una maggior preoccupazione per la forma con il suo romanzo Eloy (1960). 
Enrique Lafourcade (1927) satireggia il regime autoritario di Rafael Leónidas Trujillo nel suo La festa del re Acab (La fiesta del rey Acab), (1959). Ma Trujillo non è l'unico esponente autoritario attaccato da Lafourcade che scrive anche contro Augusto Pinochet nel suo Il gran furbone (El gran taimado) opera che lo obbliga ad andare in esilio per un certo periodo. 
Dal punto di vista del modernismo letterario la narrativa cilena si afferma con forza nei racconti di Juan Emar (1893 – 1964), pseudonimo di Álvaro Yáñez Bianchi, amico di Vicente Huidobro e di Pablo Neruda scrittore di tendenze cosmopolite, ma attento alla cultura locale, con opere come la raccolta di racconti Dieci (Diez), (1937). Emar è autore anche di un lunghissimo romanzo, rimasto incompiuto: Soglia (Umbral), (1996, postumo) che è forse il tentativo più ambizioso da parte della narrativa cilena del XX secolo. 
Con José Donoso (1924), la narrativa cilena raggiunge la sua maggior brillantezza formale, in opere come Il luogo senza limiti (El lugar sin límites), (1966) e L'osceno uccello della notte (El obsceno pájaro de la noche), (1970) nel quale rappresenta il mondo degradato e corrotto dell'alta borghesia del suo paese. La grande abilità affabulatoria di Donoso si evidenzia anche in un successivo romanzo di grandi ambizioni: Casa de Campo (1978). Tra i narratori successivi a Donoso merita di essere citato Jorge Edwards (1931) col suo Il peso della notte (El peso de la noche), (1965), Las máscaras (Le maschere), (1967). 
Isabel Allende è l'autrice cilena più conosciuta internazionalmente. I suoi libri, tradotti in molte lingue, sono pubblicati negli USA e in Europa. In Italia è pubblicata dalla casa editrice Feltrinelli.

## Lista di altri scrittori cileni attivi fra la fine del XX e l'inizio del XXI
- Roberto Ampuero, autore di detective stories a sfondo politico
- Roberto Bolaño
- Sebastián Edwards, autore di best seller d'azione e spionaggio
- Gruppo Taller di Stoccolma, gruppo d'autori cileni in Svezia
- Diamela Eltit, autrice di romanzi dedicati alla marginalità
- Jorge Marchant Lazcano, autore di opere storiche
- Hernán Rivera Letelier, autore di romanzi a sfondo sociale
- Marcela Serrano, autrice di narrativa femminista
- Luis Sepúlveda